# العزيز الجلولي
العزيز الجلولي، واسمه الكامل محمد العزيز الجلولي، ولد في 14 ديسمبر 1896 بمدينة تونس وتوفي في عام 1975 بضاحية رادس. سياسي ورجل أعمال تونسي.

## أصوله وتكوينه
ولد العزيز الجلولي في عائلة مخزنية من أرستقراطية مدينة تونس، تعود جذورها إلى مدينة صفاقس.، ووالده هو الوزير الأكبر محمد الطيب الجلولي، وأمه من عائلة بن جعفر من أرستقراطية العاصمة ذات الجذور التركية. تابع محمد العزيز الجلولي دراسته في المدرسة الصادقية، ثم في الليسي كارنو، وانتقل بعد ذلك إلى العاصمة الفرنسية باريس لدراسة الحقوق وختمها بالإحراز على الإجازة. وهناك ربط علاقات عديدة مع الأوساط السياسية الفرنسية.

## في الوظيفة
عين العزيز الجلولي قايدا أو واليا بقابس بالجنوب التونسي، ثم بسوسة بالساحل ثم بصفاقس فيما بين 1935 و1940. واستقال عام 1940 والتحق بكل من محمد شنيق ومحمد بدرة لبعث معمل نسيج. وقد سمي وزيرا للأوقاف في عهد المنصف باي، وقد حث الباي على الانضمام إلى الحلفاء 
وأصبح مدافعا عنيدا عن الباي بعد نفيه في ماي 1943. وقد تولى عضوية المجلس الأكبر ومشيخة مدينة تونس فيما بين عامي 1944 و1945، كما تولى وزارة الدولة. وباعتباره رجل أعمال فقد كانت له اتصالات مع إسرائيليين، وربما عبر عن رغبته زيارة إسرائيل على أن يبقى الأمر سريا.
بعد خطاب بيير منديس فرانس في قرطاج في 31 جويلية 1954 كان سيسمى وزيرا أكبر باتفاق كل من الباي والمقيم العام الفرنسي، قبل أن يقع الاتفاق مع القادة الدستوريين على تعيين الطاهر بن عمار ، ومع ذلك فقد دخل حكومة الطاهر بن عمار التي تولت التفاوض من أجل حصول البلاد على استقلالها الداخلي، وكان هو ضمن الوفد التفاوضي  وبعد الحصول على الاستقلال التام عام 1956، انتخِب العزيز الجلولي في المجلس القومي التأسيسي عن قائمة الجبهة القومية التي ضمت كلا من الحزب الحر الدستوري الجديد والاتحاد العام التونسي للشغل، أما هو فقد وقع ضمه غليها باعتباره مستقلا لا ينتمي إلى أي تنظيم مثله في ذلك مثل الطاهر بن عمار ومحمد شنيق  وكان ممن حضر في جلسة يوم 25 جويلية 1957 التي ألغي فيها النظام الملكي وأعلن عن قيام نظام جمهوري  كما تولى رئاسة الهلال الأحمر التونسي. ثم عين مستشارا في أول مجلس إدارة للالبنك المركزي التونسي في أكتوبر 1958 وانتهت مدة نيابته في أكتوبر 1970.

## إشارات مرجعية
1. ↑  http://www.sfax1881-1956.com/celebres/figures1.htm في صفاقس نسخة محفوظة 2020-02-18 على موقع واي باك مشين.
2. ↑  Juliette Bessis, Maghreb, questions d'histoire, L’Harmattan, 2003, p. 122
3. ↑  https://www.jeuneafrique.com/61448/archives-thematique/chronique-d-une-relation-discr-te-suite/ جون أفريك، بتاريخ 29 أوت 2005 نسخة محفوظة 11 مايو 2020 على موقع واي باك مشين.
4. ↑  http://www.taharbenammar.com/biographie.php حكومة الطاهر بن عمار نسخة محفوظة 2019-04-13 على موقع واي باك مشين.
5. ↑  http://www.alhorria.info.tn/print_article.php?num_article=16636%5Bوصلة+مكسورة%5D من الاستقلال الداخلي إلى الاستقلال التام
6. ↑  http://www.assabah.com.tn/article.php?ID_art=38861%5Bوصلة+مكسورة%5D انتخابات المجلس التأسيسي
7. ↑  http://www.rcd.tn/republique/02_historique/historique_08_01.html إعلان الجمهورية وإلغاء النظام الملكي نسخة محفوظة 2010-12-02 على موقع واي باك مشين.
8. ↑  Mohamed Ben Ahmed, Pierre Gaillard, Le délégué du CICR qui a vu naître les Croissants-Rouges maghrébins, L’Humanitaire du Maghreb, décembre 2003, p. 20
9. ↑  http://www.bct.gov.tn/bct/siteprod/documents/Conseil_05_ar.pdf تركيبة اول مجلس إدارة للبنك المركزي التونسي نسخة محفوظة 2020-04-14 على موقع واي باك مشين.